# Emir Hadžić
Emir Hadžić (Kakanj, 19 luglio 1984) è un ex calciatore bosniaco, di ruolo attaccante.

## Carriera

### Club
Dopo aver giocato con il Rudar Kakanj, squadra della sua città natale, nella stagione 2002-2003, passa al Željezničar, squadra della capitale. Nel 2006, dopo tre stagioni con la maglia dei Plavi, viene svincolato ed acquistato dagli sloveni del Celje. Al Celje colleziona 15 presenze ed 1 marcatura prima di ritornare nel Rudar Kakanj nel gennaio del 2007. A fine stagione viene acquistato per 70.000 euro dal Čelik Zenica. A Zenica ha le sue stagioni più prolifiche: 11 reti in 28 partite di campionato nella prima stagione e 9 marcature su 16 incontri di campionato nella seconda. Nella Coppa Intertoto 2008 Hadžić realizza una rete all'andata e una rete al ritorno nella doppia sfida contro i montenegrini del Grbalj (4-4). Nell'estate del 2009 viene svincolato dalla società bosniaca, passando ai greci del Panetolikos: nella sua unica stagione ad Agrinio totalizza 21 presenze e 1 gol. Viene nuovamente svincolato nel mese di luglio del 2010, trasferendosi a parametro zero ai croati dell'Istra 1961. Dopo 10 presenze senza marcature in campionato (il 27 ottobre 2010 realizza il gol vittoria contro l'Hajduk Spalato in Coppa) viene acquistato a parametro zero nuovamente dal Čelik Zenica, ritornando in patria. Sigla 2 gol giocando 11 incontri nella parte finale della stagione 2010-2011 (gioca anche 4 sfide di Coppa di Bosnia-Erzegovina realizzando una rete contro l'Olimpik il 6 aprile 2011), migliorandosi nella stagione seguente con 4 reti in 14 giornate di campionato (giocando 2 incontri di Coppa ma senza segnare). Nel mese di gennaio del 2012 la società di Zenica decide di svincolare Hadžić che passa a costo zero agli ungheresi dell'Honvéd, squadra della capitale ungherese. Gioca solamente 7 volte prima di trasferirsi, nuovamente a parametro zero, al Sarajevo. Avendo raggiunto la quarta posizione la squadra ha accesso all'Europa League, pur partendo dal terzo turno preliminare: Hadžić, all'esordio internazionale, segna una rete all'andata in casa (5-2) e realizza una doppietta al ritorno a Paola (4-4).

### Nazionale
Il 6 marzo del 2001 debutta nella Nazionale Under-16 contro i pari età dell'Italia nel campionato europeo di categoria svoltosi in Inghilterra. Dopo aver giocato altri incontri con l'Under-16, l'Under-19 e l'Under-21 esordisce da titolare nella Nazionale maggiore il 1º giugno del 2009 contro la Nazionale uzbeka a Taškent (0-0) dopo aver precedentemente giocato il 15 dicembre del 2007 la sfida contro la Polonia (1-0) subentrando a Said Husejinović al 64' ma uscendo per Semir Štilić all'89'.

## Statistiche

### Presenze e reti nei club
Statistiche aggiornate al 12 luglio 2012.
| Stagione            | Squadra             | Campionato          | Campionato | Campionato | Coppe nazionali | Coppe nazionali | Coppe nazionali | Coppe internazionali | Coppe internazionali | Coppe internazionali | Altre coppe | Altre coppe | Altre coppe | Totale | Totale |
| Stagione            | Squadra             | Comp                | Pres       | Reti       | Comp            | Pres            | Reti            | Comp                 | Pres                 | Reti                 | Comp        | Pres        | Reti        | Pres   | Reti   |
| ------------------- | ------------------- | ------------------- | ---------- | ---------- | --------------- | --------------- | --------------- | -------------------- | -------------------- | -------------------- | ----------- | ----------- | ----------- | ------ | ------ |
| 2002-2003           | Rudar Kakanj        | ?                   | ?          | ?          | -               | -               | -               | -                    | -                    | -                    | -           | -           | -           | ?      | ?      |
| 2003-2004           | Željezničar         | PL                  | ?          | ?          | CBE             | ?               | ?               | CU                   | ?                    | ?                    | -           | -           | -           | ?      | ?      |
| 2004-2005           | Željezničar         | PL                  | 22         | 6          | CBE             | ?               | ?               | CU                   | ?                    | ?                    | -           | -           | -           | 22     | 6      |
| 2005-2006           | Željezničar         | PL                  | 13         | 2          | CBE             | ?               | ?               | -                    | -                    | -                    | -           | -           | -           | 13     | 2      |
| Totale Željezničar  | Totale Željezničar  | Totale Željezničar  | 35         | 8          |                 | ?               | ?               |                      | ?                    | ?                    |             | -           | -           | 35     | 8      |
| 2006-gen. 2007      | Celje               | 1. SNL              | 15         | 1          | CS              | ?               | ?               | -                    | -                    | -                    | -           | -           | -           | 15     | 1      |
| gen.-lug. 2007      | Rudar Kakanj        | ?                   | ?          | ?          | -               | -               | -               | -                    | -                    | -                    | -           | -           | -           | ?      | ?      |
| Totale Rudar Kakanj | Totale Rudar Kakanj | Totale Rudar Kakanj | ?          | ?          |                 | -               | -               |                      | -                    | -                    |             | -           | -           | ?      | ?      |
| 2007-2008           | Čelik Zenica        | PL                  | 28         | 11         | CBE             | ?               | ?               | CI                   | 2                    | 2                    | -           | -           | -           | 30     | 13     |
| 2008-2009           | Čelik Zenica        | PL                  | 16         | 9          | CBE             | ?               | ?               | -                    | -                    | -                    | -           | -           | -           | 16     | 9      |
| 2009-2010           | Panetolikos         | BE                  | 21         | 1          | CG              | ?               | ?               | -                    | -                    | -                    | -           | -           | -           | 21     | 1      |
| 2010-feb. 2011      | Istra 1961          | 1.HNL               | 10         | 0          | CR              | 1+              | 1               | -                    | -                    | -                    | -           | -           | -           | 11+    | 1      |
| feb.-lug. 2011      | Čelik Zenica        | PL                  | 11         | 2          | CBE             | 4               | 1               | -                    | -                    | -                    | -           | -           | -           | 15     | 3      |
| 2011-gen. 2012      | Čelik Zenica        | PL                  | 14         | 4          | CBE             | 2               | 0               | -                    | -                    | -                    | -           | -           | -           | 16     | 4      |
| Totale Čelik Zenica | Totale Čelik Zenica | Totale Čelik Zenica | 69         | 26         |                 | 6               | 1               |                      | 2                    | 2                    |             | -           | -           | 77     | 29     |
| gen.-lug. 2012      | Honvéd              | NBI                 | 7          | 0          | CU              | ?               | ?               | -                    | -                    | -                    | -           | -           | -           | 7      | 0      |
| 2012-2013           | Sarajevo            | PL                  | 0          | 0          | CBE             | 0               | 0               | UEL                  | 2                    | 3                    | -           | -           | -           | 2      | 3      |
| Totale carriera     | Totale carriera     | Totale carriera     | 157        | 36         |                 | 7               | 2               |                      | 4                    | 5                    |             | -           | -           | 168    | 43     |

### Cronologia presenze e reti in nazionale
| Cronologia completa delle presenze e delle reti in nazionale ― Bosnia ed Erzegovina | Cronologia completa delle presenze e delle reti in nazionale ― Bosnia ed Erzegovina | Cronologia completa delle presenze e delle reti in nazionale ― Bosnia ed Erzegovina | Cronologia completa delle presenze e delle reti in nazionale ― Bosnia ed Erzegovina | Cronologia completa delle presenze e delle reti in nazionale ― Bosnia ed Erzegovina | Cronologia completa delle presenze e delle reti in nazionale ― Bosnia ed Erzegovina | Cronologia completa delle presenze e delle reti in nazionale ― Bosnia ed Erzegovina | Cronologia completa delle presenze e delle reti in nazionale ― Bosnia ed Erzegovina |
| Data                                                                                | Città                                                                               | In casa                                                                             | Risultato                                                                           | Ospiti                                                                              | Competizione                                                                        | Reti                                                                                | Note                                                                                |
| ----------------------------------------------------------------------------------- | ----------------------------------------------------------------------------------- | ----------------------------------------------------------------------------------- | ----------------------------------------------------------------------------------- | ----------------------------------------------------------------------------------- | ----------------------------------------------------------------------------------- | ----------------------------------------------------------------------------------- | ----------------------------------------------------------------------------------- |
| 3-12-2007                                                                           | Chorzów                                                                             | Polonia                                                                             | 1 – 0                                                                               | Bosnia ed Erzegovina                                                                | Amichevole                                                                          | -                                                                                   | 64’ 89’                                                                             |
| 1-6-2009                                                                            | Tashkent                                                                            | Uzbekistan                                                                          | 0 – 0                                                                               | Bosnia ed Erzegovina                                                                | Amichevole                                                                          | -                                                                                   | 46’                                                                                 |
| Totale                                                                              |                                                                                     | Presenze                                                                            | 2                                                                                   |                                                                                     | Reti                                                                                | 0                                                                                   |                                                                                     |

## Palmarès

### Individuale
- Capocannoniere del campionato bosniaco: 1

2012-2013 (20 reti)